# Angle (pays de Galles)
Pour les articles homonymes, voir Angle (homonymie).
Angle est un village et une communauté du pays de Galles situé dans le comté du Pembrokeshire. 240 personnes y vivent.

## Géographie

### Situation
Angle se situe à l'extrémité d'une péninsule à l'entrée de l'estuaire de Milford Haven, au sud-ouest du Pembrokeshire.

### Voies de communications
Il n'existe qu'une seule voie d'accès terrestre à Dale en venant du pays de Galles : la route B4320 qui relie Pembroke à Angle (16,4 km). Il existe une autre voie, maritime celle-ci, lorsque l'on vient de le péninsule de Dale. Angle est en effet située à l'entrée de l'estuaire de Milford Haven, en face de Dale. Par la route, en revanche, les deux villages sont distants de plus de 45 km.

## Galerie

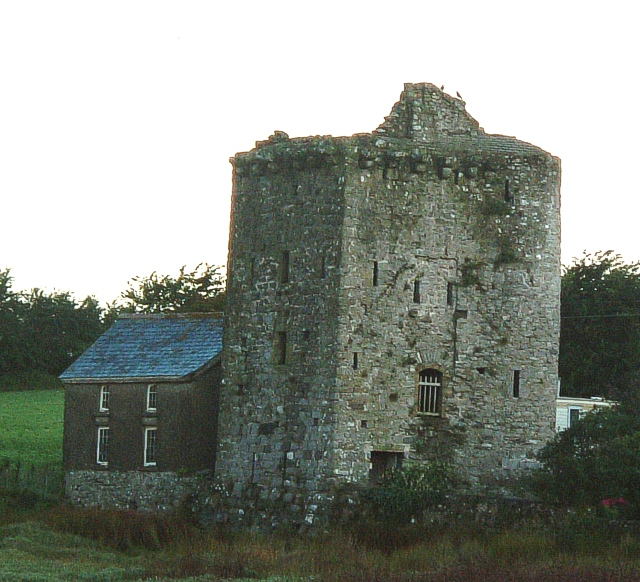
Tour Peles, à Angle.
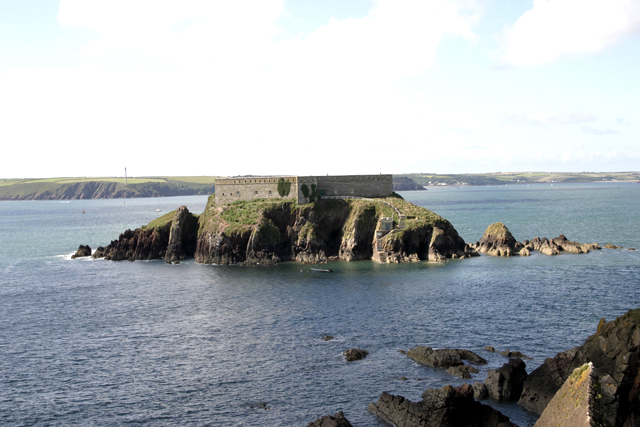
Environs d'Angle. Île de Thorn.
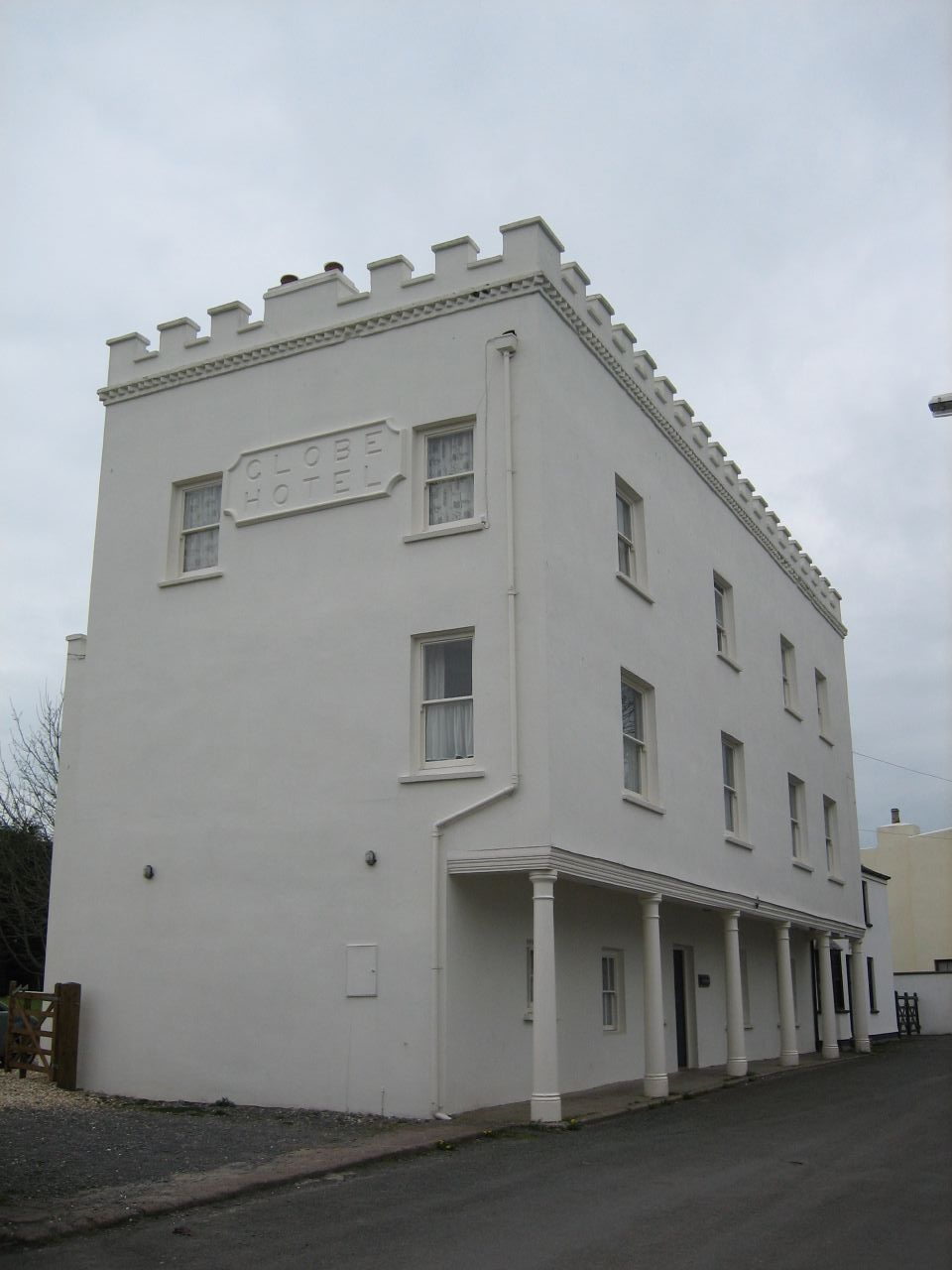
Globe Hotel, à Angle.
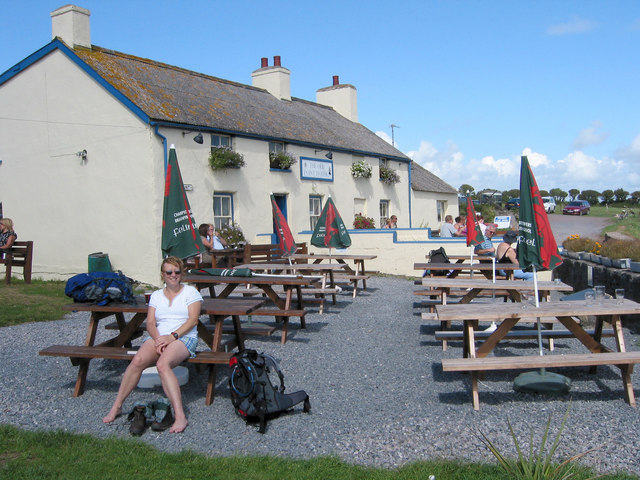
Un pub sur la baie d'Angle.